# 大観駅
大観駅（だいかんえき、中国語：大观站、英語：Daguan Station）は中国四川省成都市成華区中環路錦繡大道段にある、成都地下鉄7号線の駅。2017年6月2日に開業。建設段階での駅名は「沙河鋪駅」。

## 歴史
- 2014年5月30日 - 駅の主要構造が完成[3]。
- 2017年12月6日 - 開業[1]。

## 駅構造
島式ホーム1面2線の地下駅。
| 地上      |                                 | 出入口                              |  |
| 地下 一階 | 駅ロビー                        | 安全検査、券売機、駅売店            |  |
| 地下 二階 |                                 | ■7号線 外回り （次の駅:成都東客駅） |  |
| 地下 二階 | 島式ホーム                      |                                     |  |
| 地下 二階 | ■7号線 内回り （次の駅:獅子山） |                                     |  |

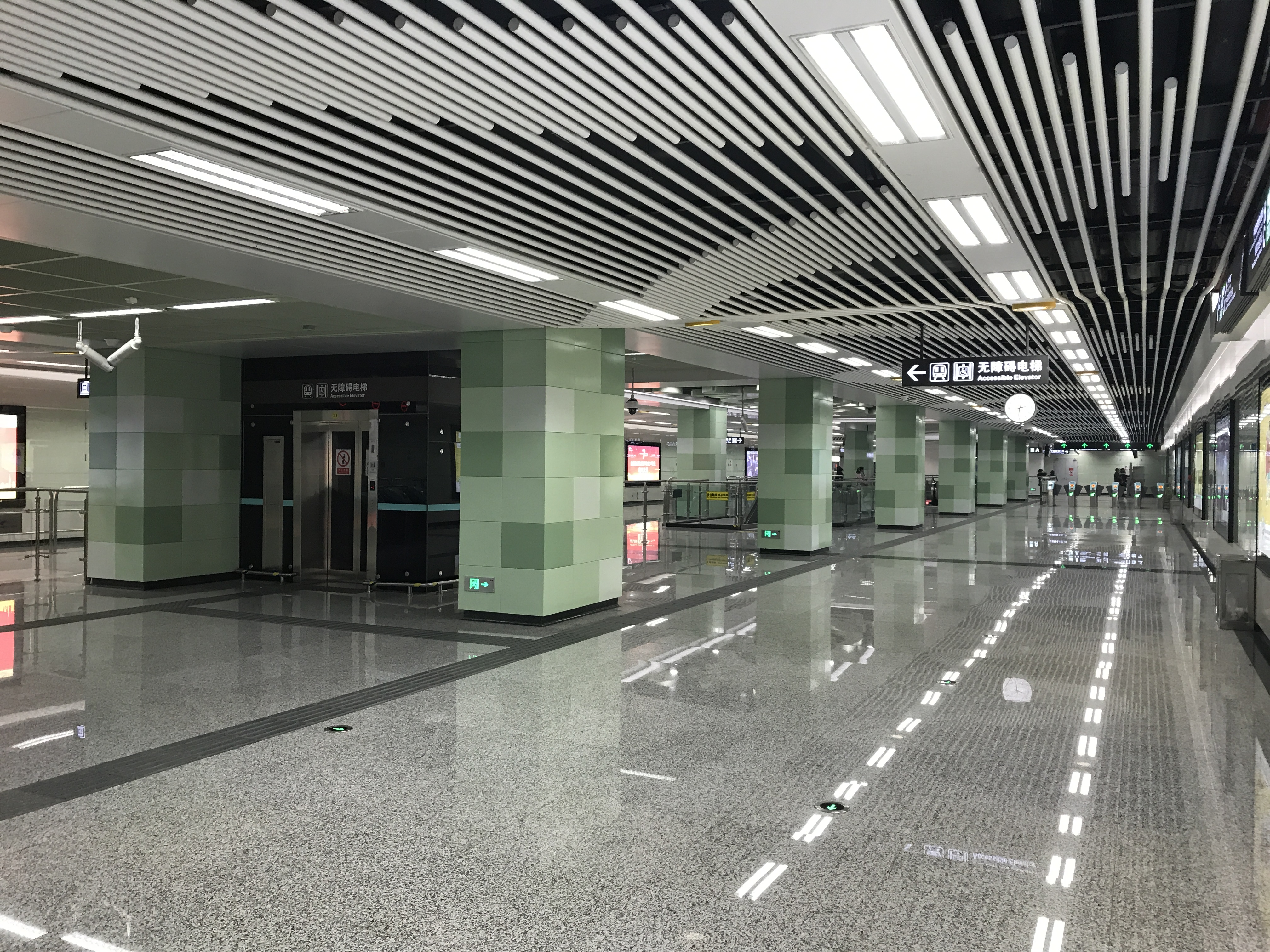
一階ロビー
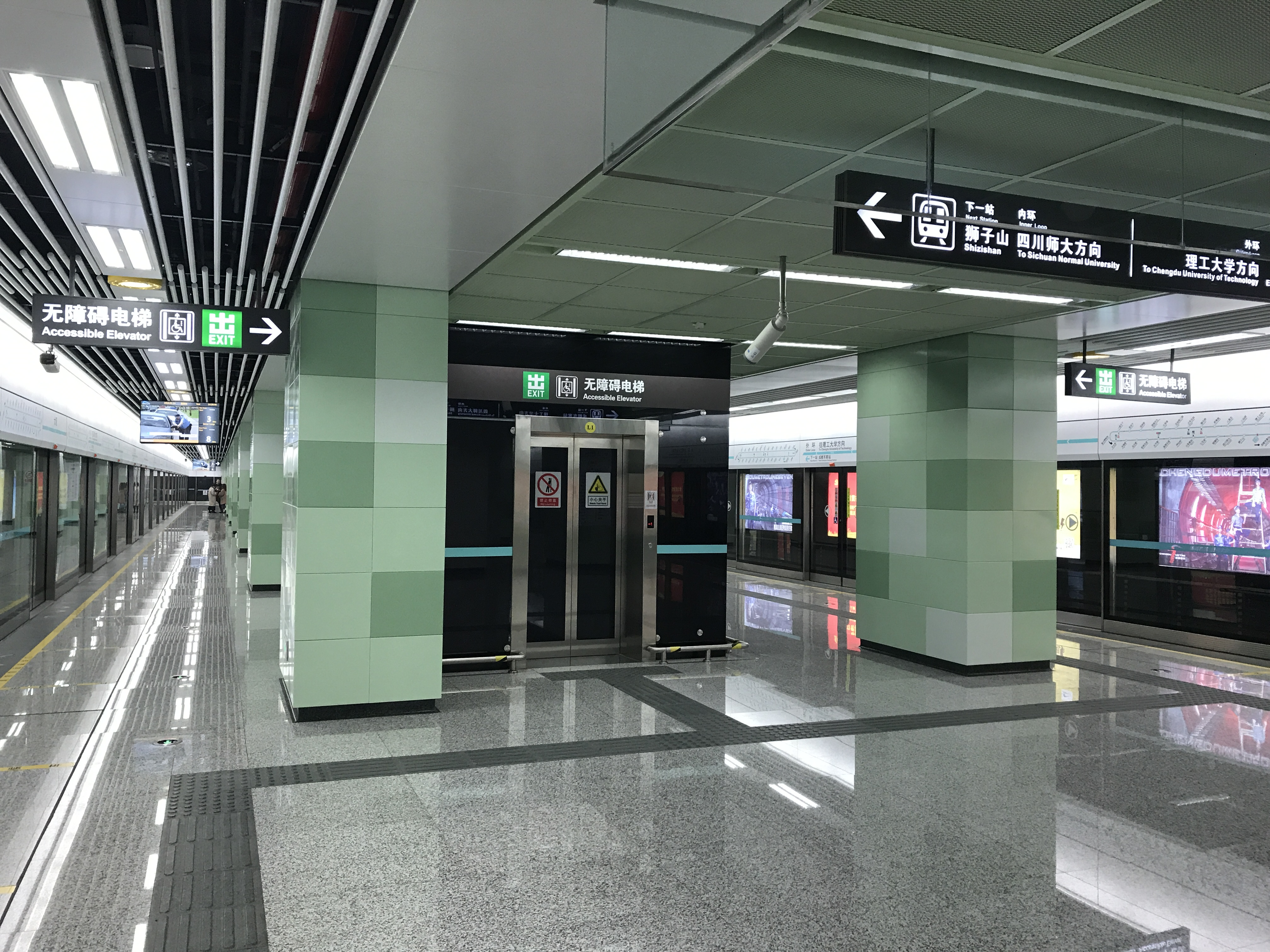
ホーム

## 出入口
出入口は4つある。
|                                               |      |                  |                          |
| 出入口番号                                    | 設備 | 場所             | 出入口付近               |
| 出口 · A                                      |      | 安寧河路         | 興城・嘉苑               |
| 出口 · B                                      |      | 中環路錦繡大道段 | 華宇嘉苑                 |
| 出口 · C                                      |      | 中環路錦繡大道段 | 7天酒店 (成都火車東站店) |
| 出口 · D                                      |      | 中環路錦繡大道段 | 四川師大附中外国語学校   |
| 注： エレベーター \| 車椅子の昇降台 \| トイレ |      |                  |                          |

## 誤字問題
開業当初、駅内部にある標識や駅名標に（正：Daguan → 誤：Daguau などの）スペルミスが発見され問題になっていたが、後に訂正された。

## 隣の駅
成都地下鉄
■7号線
成都東客駅 - 大観駅  - 獅子山駅